# Anatella coheri
Anatella coheri är en tvåvingeart som beskrevs av Wu och Yang 1995. Anatella coheri ingår i släktet Anatella och familjen svampmyggor.
Artens utbredningsområde är Zhejiang (Kina). Inga underarter finns listade i Catalogue of Life.